# Stanisław Szmyd
Stanisław Szmyd (ur. 8 kwietnia 1920 we Lwowie, zm. 2 kwietnia 1975 w Dębicy) – polski piłkarz, hokeista grający na pozycji obrońcy lub pomocnika, trener.

## Kariera
Stanisław Szmyd karierę piłkarską rozpoczął w 1937 roku Pogoni Lwów, w barwach której 27 maja 1937 roku w bezbramkowo zremisowanym meczu wyjazdowym z ŁKS-em Łódź zadebiutował w ekstraklasie. Grał w klubie do wybuchu II wojny światowej w 1939 roku (w momencie przerwania sezonie 1939 Pogoń Lwów zajmowała 3. miejsce w tabeli ligowej).
Po zakończeniu II wojny światowej w 1945 roku, Szmyd w 1946 roku wznowił karierę w Polonii Bytom, gdzie grał w drużynie piłkarskiej i hokejowej. W swoim pierwszym sezonie w ekstraklasie – 1948 Niebiesko-Czerwoni zakończyli rozgrywki ligowe na 10. miejscu, ostatnim przed strefą spadkową, jednak w sezonie 1949 zajmując przedostatnie – 11. miejsce, spadli z ekstraklasy, jednak w sezonie 1950 wrócili do niej. Po sezonie 1951 Stanisław Szmyd zakończył piłkarską karierę.
Łącznie w ekstraklasie rozegrał 62 mecze, w których zdobył 9 goli.

## Kariera reprezentacyjna
Stanisław Szmyd w 1949 roku zagrał 2 mecze towarzyskie w reprezentacji Polski B: nieoficjalny 2 maja 1949 roku w Rzeszowie z reprezentacją Rzeszowa (3:1), w którym w drugiej połowie zastąpił Mariana Skrzypniaka i oficjalny 8 maja 1949 roku na Stadionie Wojska Polskiego w Warszawie z reprezentacją Rumunii B (1:2).

## Kariera trenerska
Stanisław Szmyd po zakończeniu kariery piłkarskiej rozpoczął karierę trenerską. W połowie 1966 roku został trenerem Wisłoki Dębica.

## Statystyki

### Reprezentacyjne
| Reprezentacja | Rok     | Mecze | Gole |
| ------------- | ------- | ----- | ---- |
| Polska B      | 1949    | 1     | 0    |
| Łącznie       | Łącznie | 1     | 0    |

| Mecze i gole w reprezentacji | Mecze i gole w reprezentacji | Mecze i gole w reprezentacji | Mecze i gole w reprezentacji | Mecze i gole w reprezentacji | Mecze i gole w reprezentacji | Mecze i gole w reprezentacji |
| Lp.                          | Data                         | Miasto                       | Przeciwnik                   | Wynik                        | Rozgrywki                    | Uwagi                        |
| ---------------------------- | ---------------------------- | ---------------------------- | ---------------------------- | ---------------------------- | ---------------------------- | ---------------------------- |
| 1.                           | 08.05.1949                   | Warszawa                     | Rumunia B                    | 1:2                          | Mecz towarzyski              | 90'                          |

## Sukcesy
Polonia Bytom
- Awans do ekstraklasy: 1950

## Śmierć
Stanisław Szmyd zmarł 2 kwietnia 1975 roku w Dębicy.